# NGC 6861C
NGC 6861C је лентикуларна галаксија у сазвежђу Телескоп која се налази на NGC листи објеката дубоког неба.
Деклинација објекта је - 48° 38' 57" а ректасцензија 20h 6m 41,3s. Привидна величина (магнитуда) објекта NGC 6861 износи 14,1 а фотографска магнитуда 15,1. NGC 6861C је још познат и под ознакама ESO 233-31, PGC 64107.